# بوهرینگر اینگلهایم
بوهرینگر اینگلهایم (به آلمانی: Boehringer Ingelheim) شرکت داروسازی آلمانی است، که در زمینه تولید داروی تجویزی، مواد شیمیایی و محصولات زیست‌فناوری فعالیت می‌نماید و اکنون به‌عنوان شانزدهمین تولیدکننده داروی جهان شناخته می‌شود.
شرکت بوهرینگر اینگلهایم در سال ۱۸۸۵ توسط آلبرت بوهرینگر و در شهر اینگلهایم آم راین، آلمان راه‌اندازی شد و هم‌اکنون دارای ۲۰ کارخانه تولیدی در ۱۳ کشور، ۵ مرکز تحقیق و توسعه و ۱۴۰ شرکت تابعه و زیرمجموعه در کشورهای مختلف جهان می‌باشد.